# اچ‌ام‌اس دیترویت (۱۸۱۲)
اچ‌ام‌اس دیترویت (۱۸۱۲) (به انگلیسی: HMS Detroit (1812)) یک کشتی بود. این کشتی در سال ۱۷۹۹ ساخته شد.